# 王敏 (成化進士)
王敏（1432年—？），字遜之，萬全都司宣府前衛人，軍籍，明朝政治人物。進士出身。

## 生平
早年出身都司學軍生，舉順天府鄉試第三名。成化十一年（1475年）乙未科會試第二百七十三名，殿試登進士第二甲第七十三名。

## 家族
曾祖父王勝受。祖父王成。父亲王能。